# Most Baodai
Most Baodai, znan tudi pod drugimi imeni, je kamniti ločni most v bližini Sudžova v provinci Džjangsu na Kitajskem. Stoji na križišču Velikega prekopa in jezera Tantai, približno 6 kilometrov jugovzhodno od osrednjega Sudžova.

## Ime
Imeni Most dragocenega pasu in Most okrašenega pasu sta kalk kitajskega imena mostu, ki je v tradicionalnih znakih zapisano kot 寶帶橋 in v poenostavljenih 宝带桥. Včasih je znan tudi kot most Baodai zaradi romanizacije mandarinščine kitajskega imena v pinjinu. Ime se nanaša na zgodbo, da je Vang Džongšu, prefekt Sudžova, financiral njegovo gradnjo s svojim bogato okrašenim pasom in ne s prisilnim delom ali dodatnimi davki.
V kitajščini je znan tudi kot Majhen dolg most.

## Zgodovina
Most dragocenega pasu je bil prvič zgrajen leta 816 n. št. pod dinastijo Tang. Stoji približno 6 kilometrov od vrat Fengmen v starem mestnem obzidju Sudžova. Most je bil večkrat rekonstruiran, sedanji most pa izvira predvsem iz rekonstrukcije leta 1446 pod vladavino cesarja Džengtonga iz dinastije Ming, popravljen pa je bil leta 1873 pod cesarjem Tongdžijem v dinastiji Čing.
Med obiskom britanskega veleposlaništva v Macartneyju leta 1793 je John Barrow obiskal Most dragocenega pas in natančno opisal njegovo dolžino ter način, kako so njegovi osrednji loki višji od drugih.
Most je bil v 5. krogu nominacij leta 2001 vpisan na seznam 285. pomembnega kulturnega območja pod zaščito na nacionalni ravni.

## Konstrukcija
Most je v celoti zgrajen iz kamna. Ima razpon 317 m s 53 loki vzdolž svoje dolžine. Običajno je širok 4,1 m. Trije osrednji loki so povišani, da omogočajo prehod – po zgodovinskih standardih – večjih rečnih plovil brez jamborov. Povprečni razpon vsakega loka je 4,6 m.
Čeprav je bil most prvotno zaščiten s pari kitajskih levov varuhov na vsakem koncu, je danes na severnem vhodu ostal le en kamniti lev. Kamniti stolp in paviljon s stelo, ki sta bila prvotno na severnem koncu mostu, sta podobno izginila.